# Aleksandr Derevyagin
Aleksandr Aleksandrovitch Derevyagin (en russe : Александр Александрович Деревягин), né le 24 mars 1979, est un athlète russe spécialiste du 400 mètres haies. 

## Carrière
Il remporte le titre du 400 m haies des Championnats de Russie en 2007 et 2008.
En 2011, Aleksandr Derevyagin se classe troisième de l'épreuve du 400 m haies lors des Championnats d'Europe par équipes de Stockholm, dans le temps de 49 s 70.

## Palmarès
| Date | Compétition                       | Lieu      | Place | Épreuve     | Temps   |
| ---- | --------------------------------- | --------- | ----- | ----------- | ------- |
| 2006 | Championnats du monde en salle    | Moscou    | 3e    | 4 × 400 m   |         |
| 2006 | Championnats d'Europe             | Göteborg  | 8e    | 400 m haies | 50 s 31 |
| 2006 | Coupe du monde des nations        | Athènes   | 6e    | 400 m haies | 49 s 83 |
| 2010 | Championnats d'Europe par équipes | Bergen    | 3e    | 400 m haies | 50 s 20 |
| 2010 | Championnats d'Europe             | Barcelone | 7e    | 400 m haies | 49 s 70 |
| 2011 | Championnats d'Europe par équipes | Stockholm | 3e    | 400 m haies | 49 s 70 |
| 2011 | Championnats du monde             | Daegu     | 8e    | 400 m haies | 49 s 32 |

## Records
| Épreuve     | Performance | Lieu  | Date            |
| ----------- | ----------- | ----- | --------------- |
| 400 m haies | 49 s 00     | Kazan | 18 juillet 2008 |